# 大理石教堂站
大理石教堂站（丹麥語：Marmorkirken Station）是哥本哈根地铁的一个地下车站。位于丹麦哥本哈根市中心区的大理石教堂附近，并因此而得名。本站由已经开通的哥本哈根地铁3号线及哥本哈根地铁4号线使用，属于第1收费区。2019年9月29日，随哥本哈根地铁3号线全线通车而启用。 2020年3月28日引入哥本哈根地铁4号线。

## 外部連結
55°41′07″N 12°35′19″E / 55.6853°N 12.5887°E